# Stefan Kopeć (biolog)
Stefan Witysław Kopeć (ur. 22 stycznia 1888 w Warszawie, zm. 11 marca 1941 w Palmirach) – polski biolog, endokrynolog, pionier endokrynologii owadów, profesor Uniwersytetu Warszawskiego.

## Życiorys
Syn Stanisława i Ksawery z Lilpopów. W 1912 ukończył studia medyczne na Wydziale Filozoficznym Uniwersytetu Jagiellońskiego, a następnie pozostał na uczelni pracując w kierowanym przez Tadeusza Garbowskiego Zakładzie Zoologii. Po wybuchu I wojny światowej wyjechał do Pragi, gdzie prowadził prace badawcze nad rolą pęcherza pławnego i rozwoju ubarwienia godowego u ryb. Od 1915 prowadził prace pod kierunkiem Emila Godlewskiego, habilitował się wówczas na podstawie rozprawy z zakresu zoologii doświadczalnej. Od 1918 był pracownikiem Państwowego Instytutu Naukowego Gospodarstwa Wiejskiego w Puławach, gdzie badał rolę owadziego mózgu w produkcji hormonów. W 1927 otrzymał stypendium Fundacji Rockefellera i wyjechał do Wielkiej Brytanii, gdzie studiował w Edynburgu i Cambridge. Po powrocie do kraju równolegle do działalności badawczej zaangażował się w pracę pedagogiczną, wykładał na Wydziale Filozoficznym i Lekarskim Uniwersytetu Warszawskiego. W 1932 ostatecznie zakończył pracę w Instytucie w Puławach i razem z rodziną zamieszkał w Warszawie, gdzie został etatowym profesorem biologii na Wydziale Lekarskim UW.
W 1940 został razem z synem aresztowany przez gestapo, więziony na Pawiaku, rozstrzelany w Palmirach w Puszczy Kampinoskiej w ramach akcji eksterminacji polskiej inteligencji tzw. Akcji AB.
Materiały archiwalne Stefana Kopcia znajdują się w PAN Archiwum w Warszawie pod sygnaturą III-11.

## Ordery i odznaczenia
- Krzyż Oficerski Orderu Odrodzenia Polski (9 listopada 1932)[2]